# فرنسيسكو بيدرازا
فرنسيسكو بيدرازا (بالإسبانية: Francisco Pedraza)‏ (مواليد 18 يوليو 1988 في فينيا ديل مار بتشيلي) هو لاعب كرة قدم تشيلي في مركز الوسط، . لعب مع كلوب أولويز ريدي.